# Musée Matheysin

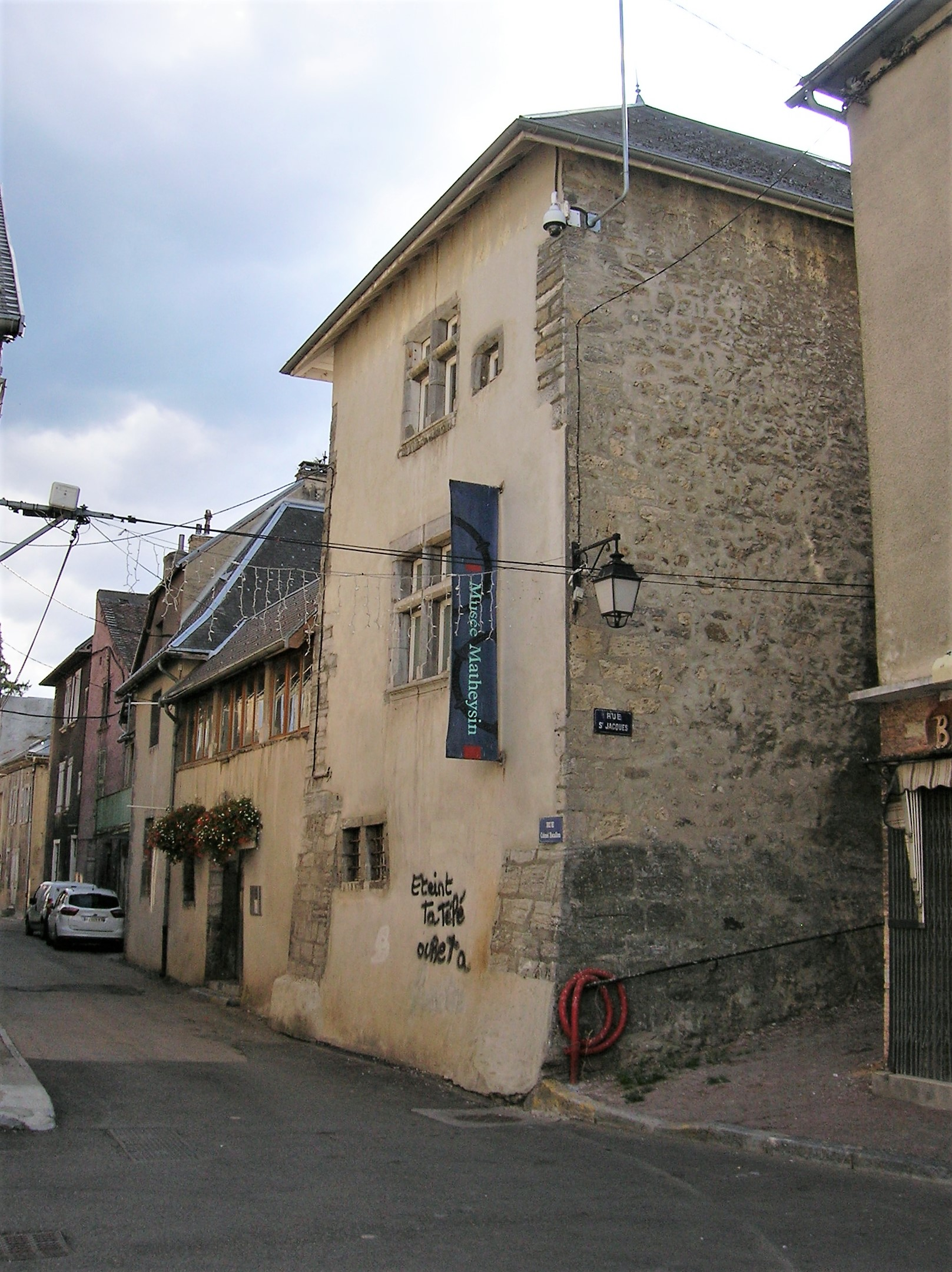
Museumsgebäude

Das Musée Matheysin ist ein Heimat- und Kunstmuseum in La Mure im französischen Département Isère.

## Geschichte
Das Museum geht auf eine Initiative des 1978 gegründeten Vereins Pour un Musée Matheysin zurück. Es wurde in der Maison Caral, einem Hôtel particulier im historischen Ortszentrum von La Mure, eingerichtet und 1994 eröffnet. Der Verein unterstützt das Museum seither als Freundeskreis (Les Amis du Musée Matheysin), organisiert Vorträge und gibt eine Schriftenreihe heraus.

## Ausstellung und Sammlungen
Die Ausstellung widmet sich dem gesamten natürlichen, historischen und kulturellen Erbe der Mikroregionen Matheysine, Beaumont und Valbonnais. Die archäologische Abteilung umfasst die Prähistorie, die gallorömische Zeit und das Mittelalter. Ein eigener Bereich ist den Religionskriegen (Belagerung von La Mure 1580) gewidmet. Gezeigt werden außerdem Arbeitsgerät aus dem regionstypischen Handwerk und Gewerbe (Bergbau, Landwirtschaft, Handschuhmacher, Hausierhandel).
Weitere Räume sind lokalen Bildhauern und Malern des 19. und 20. Jahrhunderts gewidmet. Ein Schwerpunkt liegt dabei seit 2012 auf den Arbeiten des abstrakten Malers Claude Garanjoud (1926–2005), dessen Witwe dem Museum 385 seiner Werke überlassen hat. Ein eigener Bereich ist dem Komponisten Olivier Messiaen gewidmet, der auf dem Matheysin-Plateau über 50 Jahre lang die Sommermonate verbrachte.